# Coppull
Coppull är en ort och civil parish i Storbritannien.   Den ligger i grevskapet Lancashire och riksdelen England, i den centrala delen av landet, 290 km nordväst om huvudstaden London. Coppull ligger 75 meter över havet och antalet invånare är 7 417.
Terrängen runt Coppull är platt åt sydväst, men åt nordost är den kuperad. Terrängen runt Coppull sluttar västerut. Runt Coppull är det mycket tätbefolkat, med 1 573 invånare per kvadratkilometer. Närmaste större samhälle är Preston, 15,6 km norr om Coppull. Omgivningarna runt Coppull är en mosaik av jordbruksmark och naturlig växtlighet.